# 記憶屋
『記憶屋』（きおくや）は、織守きょうやによる日本の小説。2015年10月24日に角川ホラー文庫（KADOKAWA）から刊行され、2020年1月には映画化された。

## 概要
愛する女性が記憶屋という怪人に記憶を消されたことにより、1人の青年が都市伝説と思われていた記憶屋の真実や記憶を消してもらいたい人々の思いを辿る様を綴ったホラー小説。第22回日本ホラー小説大賞読者賞受賞作品。
2017年に村山なちよによりコミカライズされ、スクウェア・エニックスにおけるiOS・Android用漫画雑誌アプリである『マンガUP!』で2017年8月27日から2018年5月14日まで連載され、また、WEB漫画サイト『ガンガンONLINE』で2018年3月1日から10月15日まで第3月曜において更新・再掲載された。
表紙イラストはloundrawが担当。

## ストーリー
夕暮れになって、公園のベンチに座っていると現れるらしい記憶屋という摩訶不思議な怪人。座っている人物の消してほしい記憶をすっかり消し去ることができるという話を聞いた遼一だが、それはただの都市伝説であり、現実的にはあり得ないと考えていた。しかし、そんな遼一の周りでその都市伝説が現実になる出来事が起きる。互いに恋心を寄せていた杏子という女性が夜道恐怖症を乗り越えるために記憶屋に出会っていたのだ。数日後に会った杏子の記憶からは夜道恐怖症のトラウマと同時に、慕っていた遼一のことも消え去っていた。都市伝説と疑っていた遼一だったが、身近な人間が記憶を消されたという現実に記憶屋の存在を認めざるを得なくなる。実は他にも杏子と同じような境遇の人間がおり、彼らもまた嫌な記憶を記憶屋に消し去ってほしいと思っていたのだ。記憶屋という存在を突き止めるために、遼一は真相を探り始める。

## 登場人物
吉森遼一
好意を抱いていた杏子の記憶が記憶屋に消されてしまう。記憶屋の真相を突き止めるため記憶屋を探す。衝撃の真実を知ったのち記憶を消される。
河合真希
遼一の幼馴染。小さい時に母親が伯父と浮気をしていたことを知りひどくショックを受けるが、その時の記憶を全く忘れている。西浦高校に通っている。
澤田杏子
高校生時代に夜道で痴漢被害に遭って以降夜道恐怖症に陥り、複数の防犯ブザーと催涙スプレーを持たないと夜道を歩くことができない。同級生との飲み会も20時になると帰ってしまう。遼一と出会い徐々に帰る時間を遅くするがやはり夜道恐怖症は克服できないでいた。ある時記憶屋と接触することで嫌な記憶を消し去りすっかり夜道恐怖症を克服したが、同時に遼一の記憶も失ってしまった。両親は転勤で離れて暮らしているため実家で一人暮らしをしている。
高原智秋
弁護士。しかし余命が限られていて、自らがいなくなった後で七海が後追いをすることを恐れ、七海から高原の記憶を消すために記憶屋を探す。
安藤七海
高原智秋の顧客の娘で、高原の事務所に頻繁に出入りしている。リストカットをしていた過去を持つ。
吉森朝子
遼一の母親。
外山篤志
飲食店で勤務していた際に高原に声をかけられて秘書として雇われる。
佐々操
要の幼馴染で要の理解者の一人。両親の転勤でしばらく要と離れ離れになっていたが、高校生になってから再び近所に戻り要と同じ高校に通う。次第に要に好意を抱くようになり告白するが、自らの思いが要を苦しめ友人としての佐々操を奪ってしまうと気づき、友人佐々操に戻るために記憶屋に依頼して記憶を消してもらう。
関谷要
佐々操の幼馴染。幼い頃に母親が他の男と出て行ったことで塞ぎ込んでいたが、記憶屋によって彼女の中から存在が消される。
関谷正
要の叔父。かつては要と暮らしていたが、現在は一人暮らしをしている。要の理解者の一人。
河合希美
河合真希の母親。
菅原慎一
真希の祖父。元祖記憶屋である。
福岡琢磨
高原の主治医で記憶屋に興味がある。
内田アイ子
母親が記憶屋によって兄が戦死した記憶を消されている。
倉橋亜紗子
紗奈枝の姪に当たる。一人暮らしが長い紗奈枝の元に花嫁修行という名目で通っている。
皆川紗奈枝
亜紗子の叔母に当たる。夫である洋佑とは生き別れとなっている。ピアノ教室を営み、優しく指導することで人気が高い。
皆川洋佑
紗奈枝の生き別れた夫。別の家庭を持っていた挙句に数年前に肺炎で亡くなっていたことが判明する。
鈴岡
亜紗子の住む町で輸入会社を営んでいる。紗奈枝に好意を抱いているが、紗奈枝は気付いていない。皆川洋佑のことについて調査を行い衝撃の真実を知る。
瀬川いずみ
高原の顧客の一人。1年前の登校中に交通事故を目撃し、事故が起きる前まで元気だった被害者が一瞬で命を奪われたことでPTSDとなり外に出られなくなる。高原が来るようになってから自宅の庭に出ることが可能になった。記憶屋に事故の記憶を消してもらうことでPTSDを克服して普通に生活できるようになる。
入江美月
高原の顧客の一人。数年前に姉と車に乗っていた際に酒気帯び運転の車に衝突されて事故に遭い、姉は死亡し、自らは足が不自由となる。入院している際にその事故の加害者の兄である片山と出会い恋仲になるが、自分達だけが幸せになることは受け入れてもらえず駆け落ちする形で移住した。件の事故について負目に感じている片山を罪悪感から解放するべく記憶屋を探している。
DD
遼一がネット上の都市伝説を扱うコミュニティで接触していた一人。病院の花屋で勤務している。オフ会で遼一と面会をし、記憶屋のことを探る。
イコ
遼一がネット上の都市伝説を扱うコミュニティで接触していた一人。作家をしている。オフ会で遼一と面会した際、遼一から佐々操のことを知り独断で接触を試みるが追い返される。
ドクター
遼一が利用するネット上の都市伝説を扱うコミュニティの管理人。オフ会などには参加せず、ネット上でしか接触できない存在を保つ。
記憶屋
50年前から人の嫌な記憶を消す不思議な能力を持つ怪人。ネット上で依頼すると記憶を消してくれる、掲示板に依頼を書くと記憶を消してくれる、とある公園の緑色のベンチに座っていると嫌な記憶を消してくれる、イタズラで呼び出すと全ての記憶を消される、記憶屋自身に繋がる記憶は消されるなどの噂がある。灰色のコートを着た長身の男性であるという証言がある。
大崎夏生
河合真希の従姉妹。上倉芽衣子とは幼稚園時代からの親友で、高校までずっと一緒にいる。正義感が強く、良い子ぶっているなどといじめられていた芽衣子を助けて以来仲が良い。猪瀬に依頼されて記憶屋の調査に協力している。
上倉芽衣子
夏生の幼稚園時代からの親友。天然パーマゆえにふわふわした頭をしている。正義感が強く困っている人を助けるのは当然と考えている。同級生から妬まれても折れることなく正しい行いをしているうちに同級生も自分たちが幼稚であることに気づき、以降いじめはなくなった。
中野沙恵
夏生と芽衣子の中学生時代の同級生。学校の近くのパン屋、通称「かどぱん」の店員に性的嫌がらせを受けたことがトラウマとなり保健室に通う。記憶屋にその記憶を消してもらうことでトラウマを克服した。中学卒業後は別の町の高校に通う。
立野真
教室には行かず保健室でいつも本を読んでいる。試験では好成績を叩き出すため学校も黙認している。中学卒業後は海外の高校に通っている。
朝香美冴
夏生や芽衣子の通う中学校の保健室で働いている。
猪瀬桔平
新聞記者。記憶屋に知人の記憶を消され、自身が傷ついた経験から記憶屋を説得するべく個人的に記憶屋を探している。4年前に夏生の住むK町で記憶屋によるものと思われる事件が起きたことから、K町に現れ調査を始めた。
片山莉奈
読者モデル出身のファッションモデル。自分が憧れる相手のパートナーが自分ではダメだと気づき、記憶屋に記憶を消してもらったが、後に記憶を無くす前と同じ道を辿ることで忘れた記憶を知る。
森下青・緑
双子の兄弟で、マンションで2人で暮らしている。青は思ったことをすぐに口に出し行動に移すのに対して、緑はそんな青をフォローする役割。
毬谷柊
テレビにも出演しているイタリアン料理人。15年前の料理のコンテストで1位を獲得したが、父親がミシュランガイドに載るほどの有名人で周りの大人からチヤホヤされ性格がひねくれた。一方、同コンテストで2位を獲得した砥上の料理の腕を認めて友達になりたいと思ったが、コンテスト中の事故及びその後の対応によって友達になり損ねてしまう。砥上とやり直すために記憶屋を頼り接触するが断られる。
朝山
毬谷柊のマネージャー。
砥上征一
和食専門の料理人で、K町で一里という料亭を経営している。15年前に毬谷が参加したコンテストに参加したが、毬谷に敗れて2位に終わる。精悍な顔立ちをしており口数は少ない。
ケンジ
砥上の料亭で働いている。15年前のコンテストに同席しており、当時の事故は毬谷が故意に行ったと思っていることから毬谷を良く思っていない。

## 書誌情報

### 小説
- 織守きょうや（著）loundraw（イラスト）、KADOKAWA（角川ホラー文庫）、2015年10月24日発売、ISBN 978-4-04-1035542

### 漫画
- 織守きょうや（原作）、村山なちよ（漫画）、スクウェア・エニックス（ガンガンコミックスUP!）、全2巻
  1. 2018年7月21日発売[4]、ISBN 978-4-75-7557871
  2. 2018年7月21日発売[5]、ISBN 978-4-75-7557888

## 実写映画
『記憶屋 あなたを忘れない』（きおくや あなたをわすれない）のタイトルで、2020年1月17日に公開された。監督は平川雄一朗、主演は山田涼介。遼一と杏子の関係や高原の設定など、原作と映画では人間関係に大きな差がある。

### キャスト
- 吉森遼一：山田涼介 (幼少期：中川望）
- 河合真希：芳根京子（幼少期：稲垣来泉）[8]
- 安藤七海：泉里香[7]
- 吉森朝子：櫻井淳子[7]
- 水野里香：戸田菜穂[7]
- 外山：ブラザー・トム[7]
- 関谷要：濱田龍臣[7]
- 佐々操：佐生雪[7]
- 河合希美：須藤理彩[7]
- 福岡琢磨：杉本哲太[7]
- 内田アイ子：佐々木すみ江[7]
- 菅原慎一：田中泯[7]
- 澤田杏子：蓮佛美沙子[8]
- 高原智秋：佐々木蔵之介[8]
- 高原愛梨：苑美

### スタッフ
- 原作：織守きょうや「記憶屋」（角川ホラー文庫刊）
- 監督：平川雄一朗
- 脚本：鹿目けい子、平川雄一朗
- 音楽：髙見優
- 主題歌：中島みゆき「時代」[9]
- 製作代表：大角正
- エグゼクティブ・プロデューサー：吉田繁暁
- 企画・プロデューサー：石塚慶生、内山雅博
- プロデューサー：西麻美、市山竜次
- 撮影：小松高志
- 美術：平井亘
- 照明：蒔苗友一郎
- 録音：豊田真一
- 編集：山口牧子
- スクリプター：杉本友美
- 装飾：小林宙央
- スタイリスト：中村さよこ
- ヘアメイク：一星夕子
- VFX：菅原悦史
- 助監督：松田康洋、島添亮
- 制作担当：宮本亮太、大塚泰之
- 音楽プロデューサー：高石真美
- 宣伝プロデューサー：永井準哉
- 制作プロダクション：オフィスクレッシェンド
- 制作協力：松竹映像センター、松竹撮影所
- 配給：松竹
- 製作：映画「記憶屋」製作委員会（松竹、KADOKAWA、イオンエンターテイメント、博報堂、ジェイ・ストーム、朝日新聞社、GYAO、松竹ブロードキャスティング、ニッポン放送）

### 製作
監督の平川雄一朗は「ファンタジーとリアルの融合を目指した」とロケ地に徹底的にこだわり、主人公・吉森遼一（山田涼介）の生活ベースを東京都内で撮影し、遼一が過去と向き合うために向かった故郷・広島県呉市との対比によって、ファンタジーでありながら真実味のある物語を演出した。ロケハンで、呉を訪れた平川監督は、瀬戸内海の島々と穏やかな海は、この映画のキービジュアルになると確信したという。
吉森遼一（山田涼介）と河合真希（芳根京子）は広島出身の幼なじみで、共に大学進学で上京したという設定。山田は大学4年のため、標準語混じりの広島弁で、サンフレッチェ広島のファン。芳根はカープ女子設定。上京して間がないため、全編広島弁で通す。撮影は2018年末～2019年1月。

### ロケ地
- 東京都[10]
  - 品川区五反田
  - 世田谷区池尻・ザ・グローブ アンティークス…澤田杏子（蓮佛美沙子）が働くカフェ[10][18]。
- 栃木県
  - 宇都宮市…吉森遼一（山田涼介）と河合真希（芳根京子）が通う架空の明慶大学のシーンは宇都宮大学で撮影された[19]。
- 広島県
  - 呉市[10][20]
    - 安芸灘とびしま海道（安芸灘大橋、豊浜大橋等）[10]
    - 広長浜…吉森遼一と高原智秋（佐々木蔵之介）が瀬戸内海の夕陽を見ながら語らうシーン。
- 神奈川県
  - 綾瀬市…河合真希の祖父・菅原慎一（田中泯）が入所する老人ホームヴィラ城山[21]。
  - 藤沢市
    - 伊勢山公園の江の島の見える展望台[10][22][23][注 1]。
- 埼玉県
  - 川口市
    - 川口駅東口…吉森遼一（山田涼介）が雨の中叫ぶシーン[30]。

## 関連商品

### サウンドトラック
『記憶屋 あなたを忘れない』オリジナル・サウンドトラック
- 音楽：髙見優
- 発売日：2020年1月15日
- 発売：SHOCHIKU RECORDS
- 販売：Sony Music Solutions Inc.
- 商品番号：SOST-1039